# Пунта-дель-Есте
Пунта-дель-Есте (ісп. Punta del Este) — місто й курорт на півдні Уругваю, в департаменті Мальдонадо.

## Географія
Місто розташовано за 5 км на південний схід від адміністративного центру департаменту, міста Мальдонадо, та за 140 км на схід від столиці країни, міста Монтевідео.

### Клімат
Місто знаходиться у зоні, котра характеризується вологим субтропічним кліматом. Найтепліший місяць — січень із середньою температурою 20.6 °C (69 °F). Найхолодніший місяць — липень, із середньою температурою 10.6 °С (51 °F).
| Клімат Пунти-дель-Есте  | Клімат Пунти-дель-Есте | Клімат Пунти-дель-Есте | Клімат Пунти-дель-Есте | Клімат Пунти-дель-Есте | Клімат Пунти-дель-Есте | Клімат Пунти-дель-Есте | Клімат Пунти-дель-Есте | Клімат Пунти-дель-Есте | Клімат Пунти-дель-Есте | Клімат Пунти-дель-Есте | Клімат Пунти-дель-Есте | Клімат Пунти-дель-Есте | Клімат Пунти-дель-Есте |
| Показник                | Січ.                   | Лют.                   | Бер.                   | Квіт.                  | Трав.                  | Черв.                  | Лип.                   | Серп.                  | Вер.                   | Жовт.                  | Лист.                  | Груд.                  | Рік                    |
| Середній максимум, °C   | 28,9                   | 27,8                   | 26,1                   | 21,1                   | 18,3                   | 15                     | 14,4                   | 15,6                   | 18,3                   | 21,7                   | 24,4                   | 27,2                   | 21,6                   |
| Середня температура, °C | 21                     | 21                     | 20                     | 17                     | 15                     | 12                     | 11                     | 11                     | 12                     | 14                     | 17                     | 19                     | 15                     |
| Середній мінімум, °C    | 16,1                   | 16,7                   | 14,4                   | 12,2                   | 9,4                    | 6,7                    | 6,7                    | 7,2                    | 8,3                    | 10,6                   | 12,8                   | 14,4                   | 11,3                   |
| Норма опадів, мм        | 84                     | 84                     | 71                     | 83                     | 90                     | 98                     | 81                     | 96                     | 93                     | 88                     | 78                     | 61                     | 1007                   |
| Днів з опадами          | 6                      | 7                      | 6                      | 6                      | 6                      | 7                      | 7                      | 6                      | 7                      | 6                      | 6                      | 5                      | 75                     |
| ----------------------- | ---------------------- | ---------------------- | ---------------------- | ---------------------- | ---------------------- | ---------------------- | ---------------------- | ---------------------- | ---------------------- | ---------------------- | ---------------------- | ---------------------- | ---------------------- |
| Джерело: Weatherbase    |                        |                        |                        |                        |                        |                        |                        |                        |                        |                        |                        |                        |                        |

## Історія
Засновано 1907 року, первинно мав назву Ітусайнго.

## Населення
За даними 2011 року число населення міста становить 9 277 осіб.
Динаміка чисельності населення за роками:
| Рік  | Населення |
| ---- | --------- |
| 1963 | 5272      |
| 1975 | 7197      |
| 1985 | 6731      |
| 1996 | 8294      |
| 2004 | 7298      |
| 2011 | 9277      |

## Міста-побратими
- Марбелья, Іспанія

## Галерея

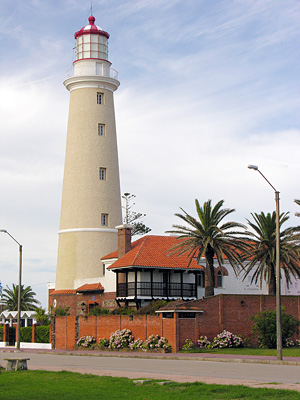
Маяк Пунта-дель-Есте
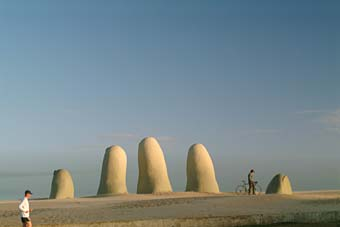
Скульптура «Рука»
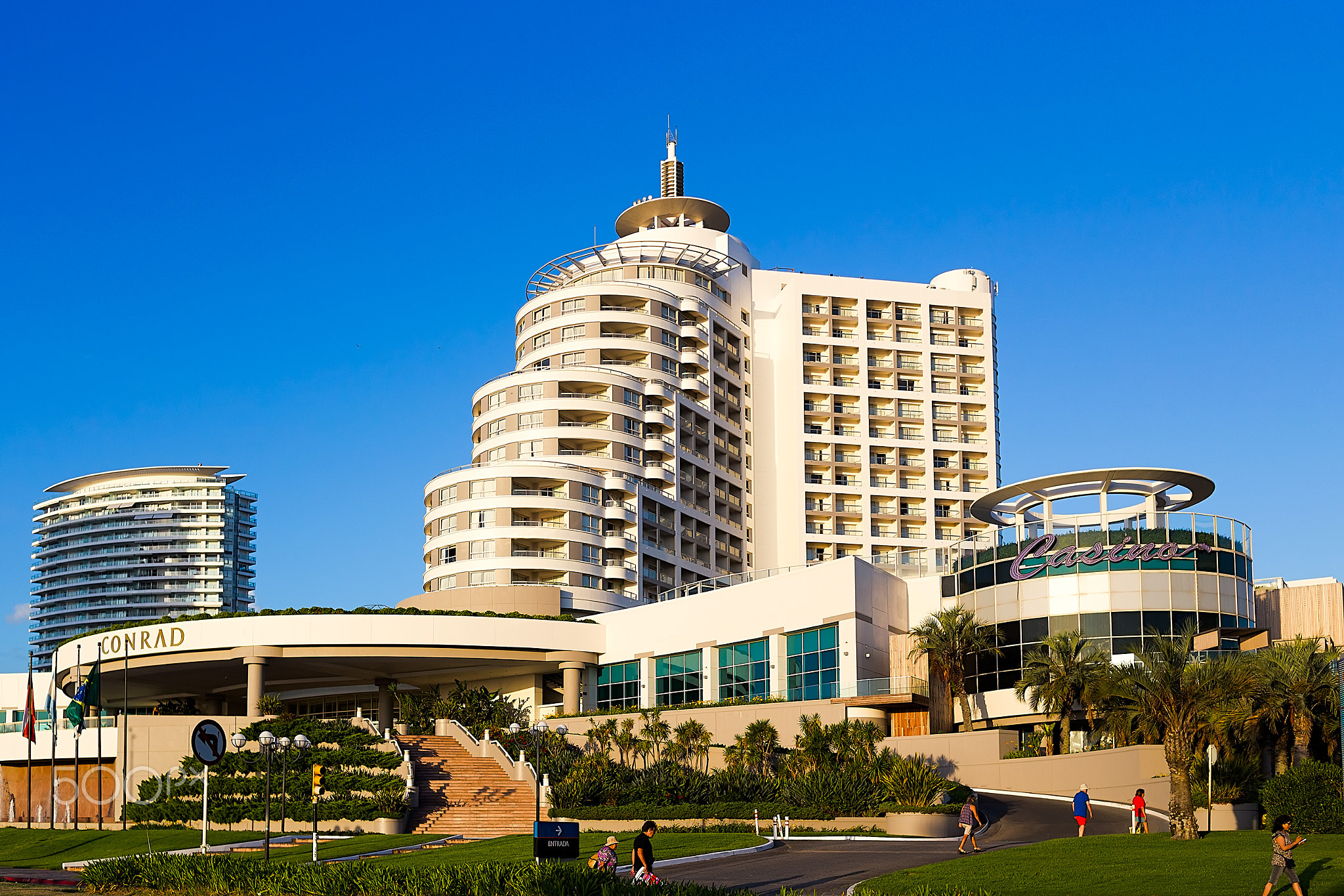
Готель "Conrad"
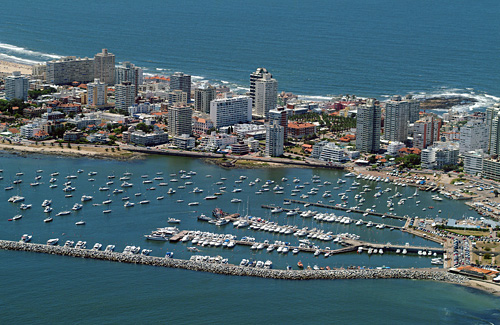
Порт міста
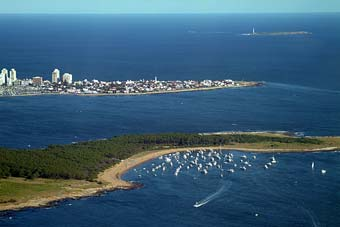
Острів Горріті, півострів Пунта-дель-Есте й острів Лобос